# Elzéar de Villeneuve (évêque de Senez)
Elzéar de Villeneuve est un prélat français, évêque de Senez de 1459 à 1490.